# Голий Врх (Кршко)
Голий Врх (словен. Goli Vrh) — поселення в общині Кршко, Споднєпосавський регіон, Словенія. Висота над рівнем моря: 193,1 м.